# Сетома
Сèтома или Сèтъмо (на гръцки: Κεφαλάρι, Кефалари, катаревуса: Κεφαλάριον, Кефаларион, до 1926 година Σέτομα, Сетома или Σέτομο, Сетомо, катаревуса: Σέτομον, Сетомон) е село в Егейска Македония, Република Гърция, в дем Костур (Кастория), област Западна Македония.

## География
Селото е разположено в Костурската котловина в южното подножие на Буката, разклонение на Вич (Вици). Отстои на 6 километра северно демовия център Костур. На 4 километра на север е село Шестеово (Сидирохори), а на 4 североизточно – село Тихолища (Тихио).

## История

### В Османската империя
Първото споменаване на селото е в документи от 1445 година под името Сатома. В документи от 1530 година се споменава като Сатом, а в 1545 година като Стоми. Името най-вероятно произлиза от лично име, според Любица Станковска, Сетом. В османските данъчни регистри от средата на XV век Сатома е споменато с 25 глави на семейства и двама неженени: Йорг, Андронико, Нико, Яно, Стамат, Филип, Дабижив, Никола, Тутук (?), Бежан, Велихна, Йорг, Пройо, Гюро, Мано, Райко, Тодор, Конде, Добре, Тодор, Димитри, Филип, Димо, Михос, Яно, Алекса и Папа Никола, и три вдовици Стана, Мара и Христана. Общият приход за империята от селото е 1447 акчета.
Около 1834 година е изградена местната църква „Свети Наум“. Според местни предания тя била посветена на Свети Наум по инициатива на седем семейства от Струга, които се заселили по това време в Сетома.
В „Етнография на вилаетите Адрианопол, Монастир и Салоника“, издадена в Константинопол в 1878 година и отразяваща статистиката на населението от 1873 година, Сетомо (Sétomo) е посочено като село в Костурска каза с 65 домакинства и 220 жители българи. Според статистиката на Васил Кънчов („Македония. Етнография и статистика“) в 1900 Сетъмо (Сетома) има 190 жители българи християни и 150 жители турци или помаци.
На Етнографската карта на Битолския вилает на Картографския институт в София от 1901 година Сетома е смесено българо-влашко-турско село в Костурската каза на Корчанския санджак със 70 къщи.
В началото на XX век всички християнски жители на Сетома са под върховенството на Българската екзархия. По данни на секретаря на Екзархията Димитър Мишев („La Macédoine et sa Population Chrétienne“) в 1905 година в Сетомо има 320 българи екзархисти.
Гръцка статистика от 1905 година представя селото като смесено гръцко-турско с 200 жители гърци и 250 турци. Според Георги Константинов Бистрицки Сетома преди Балканската война има 50 български и 20 турски къщи.
При избухването на Балканската война в 1912 година четирима души от Сетома са доброволци в Македоно-одринското опълчение.
На етническата карта на Костурското братство в София от 1940 година, към 1912 година Сетома е обозначено като българо-турско селище.

### В Гърция
През войната селото е окупирано от гръцки части и остава в Гърция след Междусъюзническата война. Боривое Милоевич пише в 1921 година („Южна Македония“), че Сетома има 90 къщи славяни християни и 60 къщи славяни мохамедани.
В селото има 1 политическо убийство. В 20-те години мюсюлманското население на селото се изселва в Турция и на негово място са настанени гърци бежанци от Турция, които в 1928 година са 81 или според други данни 25 семейства със 104 души.
През 1926 година селото е прекръстено на Кефаларион. Селото произвежда предимно боб.
По време на Втората световна война в селото има подразделение на Охрана, начело с Мино Янев.
По време на Гръцката гражданска война селото пострадва силно, като част от жителите на селото го напускат и емигрират в източноевропейските страни. 50 деца от селото са изведени от комунистическите части извън страната като деца бежанци.
| Година    | 1913 | 1920 | 1928 | 1940 | 1951 | 1961 | 1971 | 1981 | 1991 | 2001 | 2011 | 2021 |
| --------- | ---- | ---- | ---- | ---- | ---- | ---- | ---- | ---- | ---- | ---- | ---- | ---- |
| Население | 408  | 408  | 371  | 563  | 311  | 376  | 341  | 331  | 413  | 451  | 353  | 447  |

## Личности
Родени в Сетома
- Аргир Динов (Динев, 1889 – ?), македоно-одрински опълченец, Дванадесета лозенградска дружина[18]
- Аргир Кузов, български лингвист и общественик
- Иван Минов, български революционер, ръководител на „Охрана“ за Желево
- Иван Наумов (Ιβάν Ναούμωφ), български революционер, деец на „Охрана“[19][20]
- Кольо Костов (1891 – ?), македоно-одрински опълченец, Костурска съединена чета[21]
- Паскал Гилевски (р. 1939), писател от Северна Македония
- Сотир Николов (1891 – ?), македоно-одрински опълченец, Костурска чета[22]
- Ставро Костадинов (1877 – ?), македоно-одрински опълченец, Костурска съединена чета[23]
- Тома Сетомски (? – 1944), ръководител на местната чета на Охрана

Починали в Сетома
- Василиос Д. Малеганос (Малиганос, ? – 14 февруари 1905), гръцки учител, убит от ВМОРО